# Donald Steven
Donald Steven (* 26. Mai 1945 in Montreal) ist ein kanadischer Komponist.

## Leben
Steven war mehrere Jahre als Rock- und Folkmusiker aktiv, bevor er bei Bruce Mather an der McGill University (1968–72) und bei Milton Babbitt an der Princeton University (1972–74) Komposition studierte. Ab 1975 unterrichtete er Komposition an der McGill University, wo er für die Modernisierung des Studios für elektronische Musik und die Einrichtung der Studios für Computermusik sorgte. 1992 wurde er Dekan des Konservatoriums am Purchase College und Gründungsdekan des „College of the Performing Arts“ an der Roosevelt University. Er unterrichtete dann an der State University von New York und wurde Vizepräsident für Akademische Angelegenheiten an der Rider University.
1970 erhielt Steven den BMI Award für Kompositionsstudenten. Zwei Jahre später folgte der Preis der Canadian Federation of University Women's Creative Arts.1987 erhielt er den Juno Award in der Kategorie „Beste klassische Komposition“ für Pages of Solitary Delights. 1991 gewann er mit In the Land of Pure Delight den „Jules Léger Prize“.
Stevens erhielt Kompositionsaufträge von Musikern wie Maureen Forrester, Tsuyoshi Tsutsumi, Bertram Turetzky, Robert Riseling und Alvaro Pierri, von der Société de musique contemporaine du Québec, dem Pierrot Ensemble, dem Canadian Electronic Ensemble, den New Music Concerts und der CBC.

## Werke
- Harbinger für Sopran und Orchester, 1969
- Illusions, Elegie für Cello solo, 1971
- My Friend, the Leper für Streichquartett, 1972
- The Transient für Sopran und Kammerensemble, 1975
- Images : Refractions of Time and Space für Flöte, elektrisches Klavier, elektrischen Bass und Perkussion, 1977
- For Madmen Only für Cello und Orchester, 1978
- Rainy Day Afternoon für zwei Trompeten, Horn, Posaune und Tuba, 1979
- Night Suite, 1979
- On the Down Side für Altsaxophon, Baritonsaxophon, Bassposaune, Perkussion, Keyboard und elektrischen Bass, 1982
- Ordre sans ordre (sans désordre) für Gitarre und Kammerorchester, 1984
- Pages of Solitary Delights für Kontraalt und Orchester, 1985
- Straight On Till Morning für Instrumentalensemble und Tonband, 1985
- The Breath of Many Flowers für Streichorchester, 1986
- Just a Few Moments Alone für Sopransaxophon, 1986
- Sapphire Song für Klarinette, 1986
- Love where the Nights are Long für Oboe und Orchester, 1987
- Orbits für Perkussion und Tonband, 1989
- That Other Shore für Kontrabass und Streicher, 1990
- Full Valleys für Kinderchor, 1990
- In the Land of Pure Delight für Kammerensemble, 1991
- Lost Tracks in Time, 1992
- ô, to make dreames true, miniaturen für die Harry Partch Instrumentarium, 2001
- mesmerie0000-mesmerie0100, fünf computer-generierte Etüden, 2008
- GearTrain, computergenerierte isorhythmische Motette, 2008
- ScatterToms, computergenerierte elektronische Musik, 2013
- Evensong, computergenerierte elektronische Musik, 2015
- Generations, computergenerierte elektronische und Ambient-Musik, 2015
- Au Bord des Flots, Scènes Acadiennes d'autrefois pour trois jeunes ami(e)s de la clarinette, 2015